# Robert McGinnis
Robert McGinnis (* 3. Februar 1926 in Cincinnati, Ohio; † 10. März 2025 in Old Greenwich, Connecticut) war ein US-amerikanischer Künstler und Illustrator. McGinnis ist für seine Illustrationen von mehr als 1200 Paperback-Buchumschlägen und über 40 Filmplakaten, einschließlich „Frühstück bei Tiffany“ (sein erstes Filmplakat), „Barbarella“, sowie mehrere James-Bond- und Matt-Helm-Filme, bekannt.

## Biografie
Robert Edward McGinnis wurde 1926 in Cincinnati, Ohio, geboren und wuchs in Wyoming auf.
McGinnis begann als Lehrling bei den Walt Disney Studios, dann studierte er Kunst an der Ohio State University. Nach dem Kriegsdienst in der Handelsmarine arbeitete er in der Werbung. Ein zufälliges Treffen mit Mitchell Haken im Jahr 1958 führte ihn zu Dell Publishing (ehemaliger US-amerikanischer Verlag). Dort begann er seine Karriere mit Zeichnungen für eine Vielzahl von Taschenbüchern – einschließlich Werken von Edward S. Aarons, Erle Stanley Gardner, Richard S. Prather, Michael Shayne und Carter Brown.
Später arbeitete McGinnis für Magazine wie Ladies' Home Journal, Women's Home Companion, Good Housekeeping, TIME, Argosy, Guideposts und The Saturday Evening Post.
Er war Titeldesigner für den Roman Hallelujah Trail (ursprünglich: Hallelujah Train; Basis für die Westernkomödie Vierzig Wagen westwärts, 1965). Sein erstes Filmplakat bearbeitete er für „Frühstück bei Tiffany“. Es folgten Arbeiten für verschiedenes James-Bond-Filme und weitere Filmproduktionen.
McGinnis arbeitete mit Liebe zum Detail: Als er angewiesen wurde, die Grafik für Arabesque zu gestalten, bat er um die Zusendung von Sophia Lorens Tiger-Streifen-Kleid, das er dann von einem Model tragen ließ, um einen originalgetreuen Eindruck zu bekommen.
1985 wurde McGinnis mit dem Titel „Romantic Artist of the Year“ vom Romantic Times Magazin für seine vielen Liebesroman-Cover ausgezeichnet.
Seit 2004 erstellte McGinnis Cover-Illustrationen für die Hard-Case-Crime-Taschenbuchreihe.
McGinnis ist Gegenstand eines Dokumentarfilms - Robert McGinnis: … Painting the Last Rose of Summer von Paul Jilbert.
Er war Mitglied der Society of Illustrators Hall of Fame. Er war verheiratet und Vater mehrerer Kinder, die ihn überlebten.

## Bücher

### Über Robert McGinnis
- Artie Fenner, Cathy Fenner: Tapestry: The Paintings of Robert McGinnis. Underwood Books, Hi Marketing, London 2000 - ISBN 978-1-887424-56-1.
- Art Scott: Paperback Covers of Robert McGinnis. Pond Press, Boston 2001, ISBN 978-0-9666776-4-5.

### Mit Illustrationen von Robert McGinnis
- A. A. FairCrows Can't Count. Dell, 1960.
- Brett Halliday: Date with a Dead Man. Dell, 1960.
- Robert Dietrich: Murder on Her Mind. 1st Edition, 1960.
- Leo Margulies: Mike Shayne's Torrid Twelve. Dell First Edition, 1961.
- Brett Halliday: Murder Takes No Holiday Dell, 1961.
- Brett Halliday: The Corpse Came Calling. Dell, 1961.
- Brett Halliday: The Careless Corpse. Dell, 1962.
- Brett Halliday: Never Kill a Client. Dell, 1963.
- Brett Halliday: The Blonde Cried Murder. Dell, 1963.
- Brett Halliday: The Body Came Back. Dell, 1964.
- Brett Halliday: A Redhead for Mike Shayne. Dell, 1965.
- Brett Halliday: Heads You Lose. Dell, 1965.
- Brett Halliday: Murder Spins the Wheel. Dell, 1966.
- Brett Halliday: Nice Fillies Finish Last. Dell, 1966.
- Brett Halliday: Guilty As Hell. Dell, 1967.
- Brett Halliday: This Is It, Michael Shayne. Dell, 1968.

## Filmplakate
(Auswahl)
- Arabesque (1968, Arabeske, mit Sophia Loren und Gregory Peck) (US-Plakate)
- The Assassination Bureau (1969, Mörder GmbH mit Diana Rigg und Oliver Reed) (US-Plakate)
- Barbarella (1968) (US-Plakate, belgisches Plakat, deutsches Plakat A1 und A0)
- The Biggest Bundle of them all (1968, Die Platinbande) (US-Plakate)
- Brannigan (1975) (US-Plakate)
- Breakfast at Tiffany’s (1961, Frühstück bei Tiffany) (US-Plakate, dt. Plakat A0 quer)
- Come Back, Charleston Blue (1972, Wenn es dunkel wird in Harlem) (US-Plakate)
- Cotton comes to Harlem (1970, Coffy) (US-Plakate)
- The day of the Dolphin (1973) (US-Plakat)
- Don't tell her it's me (1990) (für US-Plakat gemalt, aber nicht veröffentlicht als Plakat)
- Duck, you Sucker (oder auch: A Fistful Of Dynamite) (1971, Todesmelodie, Mit Rod Steiger und James Coburn) (US-Plakate)
- Gator (1976, mit Burt Reynolds) (US-Plakate)
- The Hallelujah Trail (1965, Vierzig Wagen westwärts) (US-Plakate)
- The Honkers (1972, Sein letzter Ritt, mit James Coburn) (US-Plakate)
- How to steel a Million (1967, Wie klaut man eine Million?, mit Peter O’Toole und Audrey Hepburn) (mehrere Motive, US-Plakate, dt. A1-Plakat)
- Jack of Diamonds (1967, Der Diamantenprinz, mit Joseph Cotton und George Hamilton) (US-Plakate)
- James Bond 007 (Comedy): Casino Royale (1967) (Hauptmotiv, US-Plakate, häufig international übernommen)
- James Bond 007 - Live and let die (1973, Leben und sterben lassen) (US-Plakate, international häufig übernommen)
- James Bond 007 - The Man with the Golden Gun (1974, Der Mann mit dem goldenen Colt) (US-Plakate, intern. häufig übernommen)
- James Bond 007 - Thunderball (1965, Feuerball) (mehrere Motive, US-Plakate, international häufig übernommen)
- James Bond 007 - You only live twice (1968, Man lebt nur zweimal) (mehrere Motive, US-Plakate, international häufig übernommen)
- Lady L (1966, mit Sophia Loren und Paul Newman) (US-Plakate)
- Murderer's Row (1966, Die Mörder stehen Schlange) (US-Plakate)
- The Odd Couple (1968, Ein seltsames Paar) (US-Plakate)
- The Optimists (OF NINE ELMS)(1973, Die Optimisten) (US-Plakate)
- The Private Life of Sherlock Holmes (1970, Das Privatleben des Sherlock Holmes, Regie: Billy Wilder) (US-Plakate)
- Run for Your Wife (1966, mit Rhonda Fleming und Marina Vlady) (US-Plakate)
- Scorpio (1973) (US-Plakat Style B)
- Semi-Tough (1977, Zwei ausgebuffte Profis, mit Kris Kristofferson und Burt Reynolds) (US-Plakate)
- Sleeper (1973, Der Schläfer, mit Woody Allen)
- Stay Away Joe (1968, Harte Fäuste, heiße Lieder) (US-Plakate)
- The Teasers go to Paris! (1978) (US-Plakate)
- The Wrecking Crew (1968, Rollkommando, mit Dean Martin) (US-Plakate)